# 마릴린 맥스웰

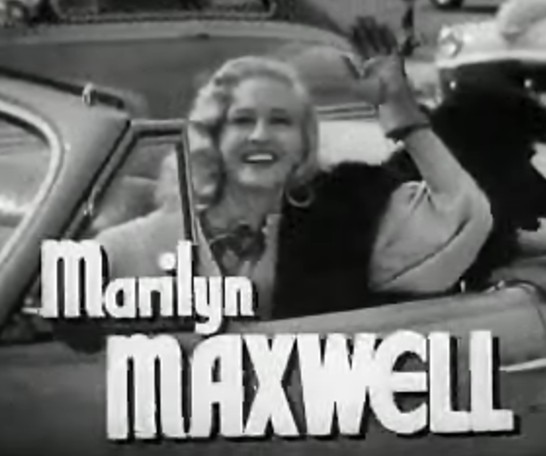

마릴린 맥스웰(Marilyn Maxwell, 1921년 8월 3일 ~ 1972년 3월 20일)는 미국의 영화배우, 배우, 가수, 음악가, 텔레비전 배우이다.
베벌리힐스에서 사망하였다. 사인은 심근 경색이다.

## 영화
- 밥 호프: 헐리우즈 브라이티스트 스타 (1996년) - 본인 역
- 선셋 77번가 (1958년)
- 록-어-바이 베이비 (1958년)
- 이스트 오브 수마트라 (1953년)
- 레몬 드롭 키드 (1951년)
- 챔피언 (1949년)
- 썸머 홀리데이 (1948년)
- 하이 바바리 (1947년)
- 싸우잰드 치어 (1943년)
- 스윙 피버 (1943년)
- 프레즌팅 릴리 마스 (1943년)
- 두 베리 워즈 어 레이디 (1943년)